# Patrimoni arqueològic i històric d'Alcoi

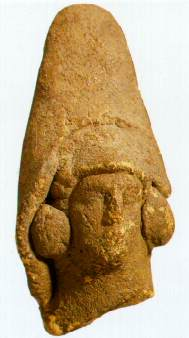
Exvot de terracota femení. La Serreta. (Alcoi, Cocentaina, Penàguila). Segle III - inicis del segle II aC

Alcoi compta amb un ric patrimoni arqueològic i històric, molt d'ell inscrit en el catàleg de Béns d'Interès Cultural. A les muntanyes que envolten la ciutat es troben gran quantitat de jaciments arqueològics per tot el terme municipal. L'any 1998 l'Art Rupestre de l'Arc Mediterrani de la península Ibèrica fou declarat patrimoni de la Humanitat per la UNESCO. Al terme municipal es troben assentaments ibèrics d'altura així com romans i d'època islàmica. El nucli antic és hereu de l'urbanisme de la Revolució Industrial si bé fins als nostres dies han arribat testimonis del seu passat medieval. El que diferència a Alcoi d'altres poblacions és el ric patrimoni arqueològic industrial disseminat per tota la població prop dels llits dels rius que a poc a poc es va recuperant amb la creació de zones d'oci, museus i camps arqueològics entre altres actuacions.

## Investigació

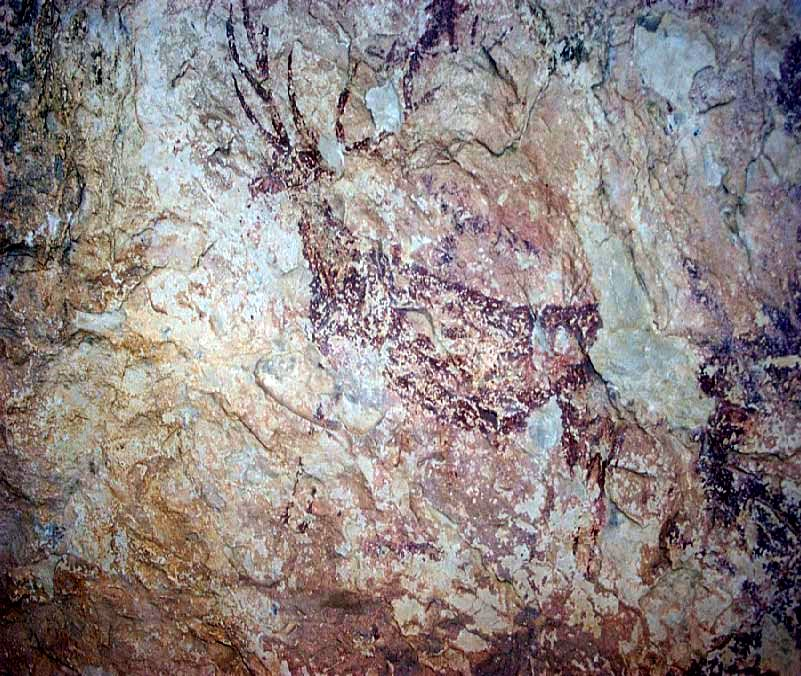
Cérvol de la Cova Foradada (La Sarga).

Per la seua orografia calcària a la zona es troben molts abrics i coves que van ser utilitzats pels avantpassats que van poblar aquestes terres. L'inici dels estudis arqueològics a Alcoi cal que datar-lo el 1884, data en què l'enginyer Enric Vilaplana Julià, burgés il·lustrat i amic de Joan Vilanova i Piera, descobreix el jaciment arqueològic de Les Llometes, necròpolis referent en la literatura arqueològica i objecte de discussió pública en la premsa local de l'època.
El terme municipal d'Alcoi és una zona molt estudiada des de principis del segle xx, publicant-se els resultats de les excavacions a la Serreta, la Mola Alta de Serelles o el mas de Menente per part de la Junta Superior d'Excavacions i Antiguitats. Destaca el treball de recopilació i divulgació de Remigio Vicedo Sanfelipe en la dècada del 1920 editant la revista històrica El Archivo de Alcoy (1919-1924), també la seua inacabada Historia de Alcoy y su región (1920-1923 de l'Eneolític als ibers) de quasi mil pàgines o la Guía de Alcoy de 1925 amb un repàs històric de la població treball que calaria en Camil Vicedo Moltó (la Serreta, l'Ull del Moro i la Mola d'Agres), escriptor i arqueòleg que dona nom al museu arqueològic de la població fundat el 1945, Ricard Moltó Abad, Evarist Pérez Segura, Ferran Ponsell Cortés (el Xarpolar (Planes- Margarida), la cova de la Sarsa (Bocairent), el Salt i la Sarga), Ernest Botella Candela, Santiago Reig Candela i Lluís Gisbert Botella (la Mola Alta de Serelles tots tres) es van dedicar a investigar la Prehistòria recent d'aquestes comarques. Entre 1916 i 1935 l'esmentada Junta Superior d'Excavacions i Antiguitats va publicar 136 memòries, 14 d'àmbit valencià de les quals 6 estaven dedicades a jaciments d'aquesta comarca. Anys després Camil Visedo i Vicent Pascual Pérez (cova de la Pastora, la cova de l'Or (Beniarrés), Mas d'En Miró, el Puig i la Serreta) van ser nomenats al Servei d'Investigació de la Diputació de València. Menció a banda per a Francisco Jordá Cerdá catedràtic de Prehistòria de la Universitat de Salamanca. De les publicacions actuals cal destacar la revista "Recerques del Museu d'Alcoi".

## Del Paleolític a l'edat del Bronze[5]

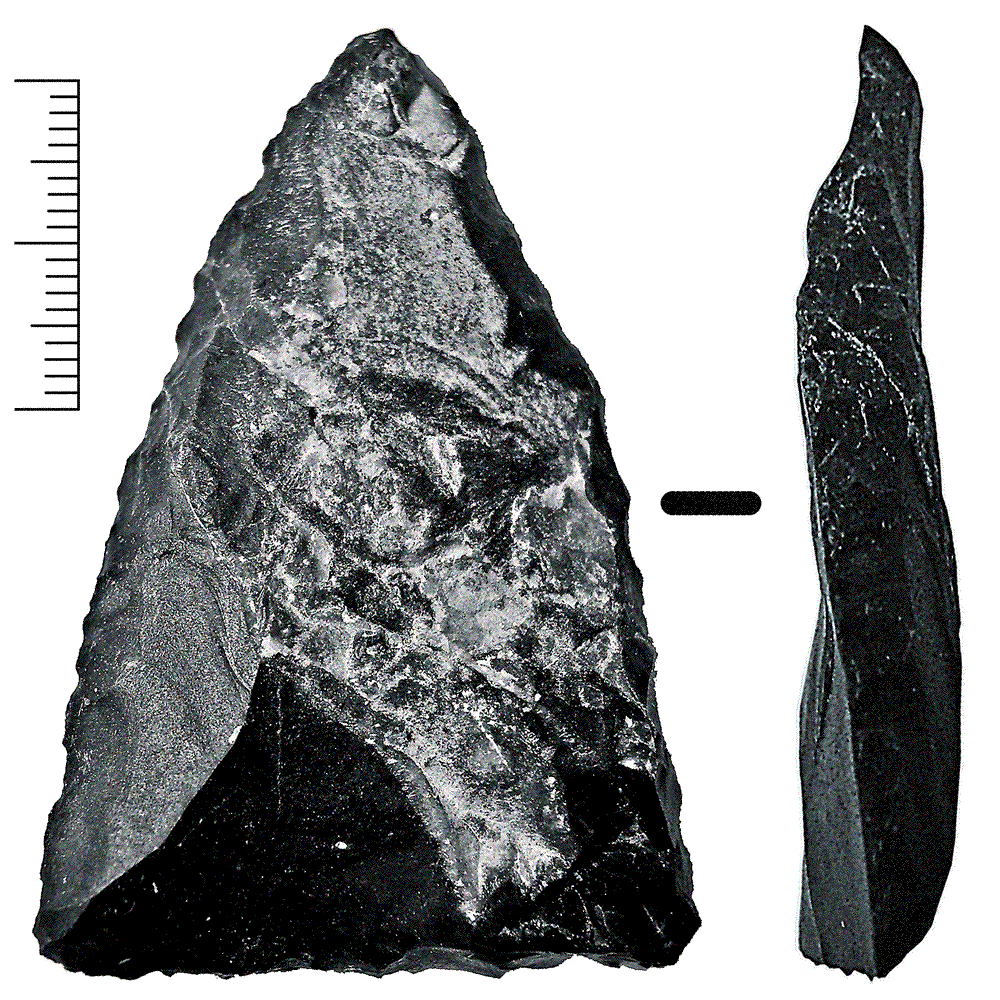
Punta mosteriana

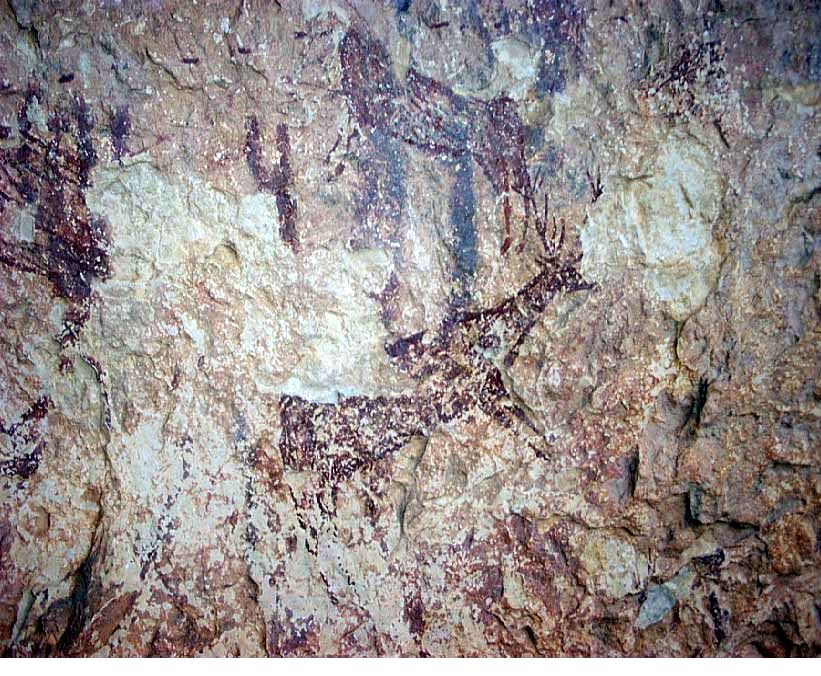
La Sarga. Edat del Bronze

En l'àmbit valencià les primeres proves de poblament es daten per sobre dels 300.000 anys abans del present. Els jaciments arqueològics més antics al terme municipal daten del Paleolític mitjà (100.000 anys) com són l'abric del Pastor i el Salt habitat per l'home de Neandertal, referent a nivell mundial, en ell s'han documentat les úniques restes humanes neandertelianes de la comarca i la foguera estructurada, llar, més antiga de la península Ibèrica. D'aquest període és típica la baixa densitat de població i l'elevada mobilitat dels humans amb freqüents episodis de desocupació dels poblats o coves.
L'ocupació humana moderna de la vall del riu d'Alcoi va ser progressiva durant el Paleolític superior per part de bandes de caçadors entre l'any 33000 aC i el 9000 aC i per les dates obtingudes és de poc abans dels 8.000 semblen abandonar-se l'abric de la Falguera i la penya del Comptador de l'Epipaleolític per part d'aquestes societats caçadores.
Pocs segles després amb un buit documental considerable en tota la vall del riu hi han grups d'agricultors neolítics plenament instal·lats a l'abric de la Falguera, a Les Llometes i la cova de la Pastora l'Eneolític, i els poblats de l'edat del bronze de l'Altet del Canalís, la Mola Alta de Serelles, el Mas de Menente, el Mas d'En Miró, el Mas del Corral, el Castellar, l'Alt de l'Aviació, el Morro del Pla Timonar, l'Ull del Moro, i el Puig més les coves i avencs utilitzats pels pastors com la cova de la Boira, cova del Conill, Sima Simarro, cova del Cau de les Raboses, Sima del Pinaret del Mas Nou, i sobretots el santuari de la Cova Foradada (Abrics de La Sarga). Es tracta, possiblement, d'uns dels pocs territoris espanyols que mereixerien ser conservats com un vertader paisatge antròpic de l'Edat del Bronze.

## L'Antiguitat

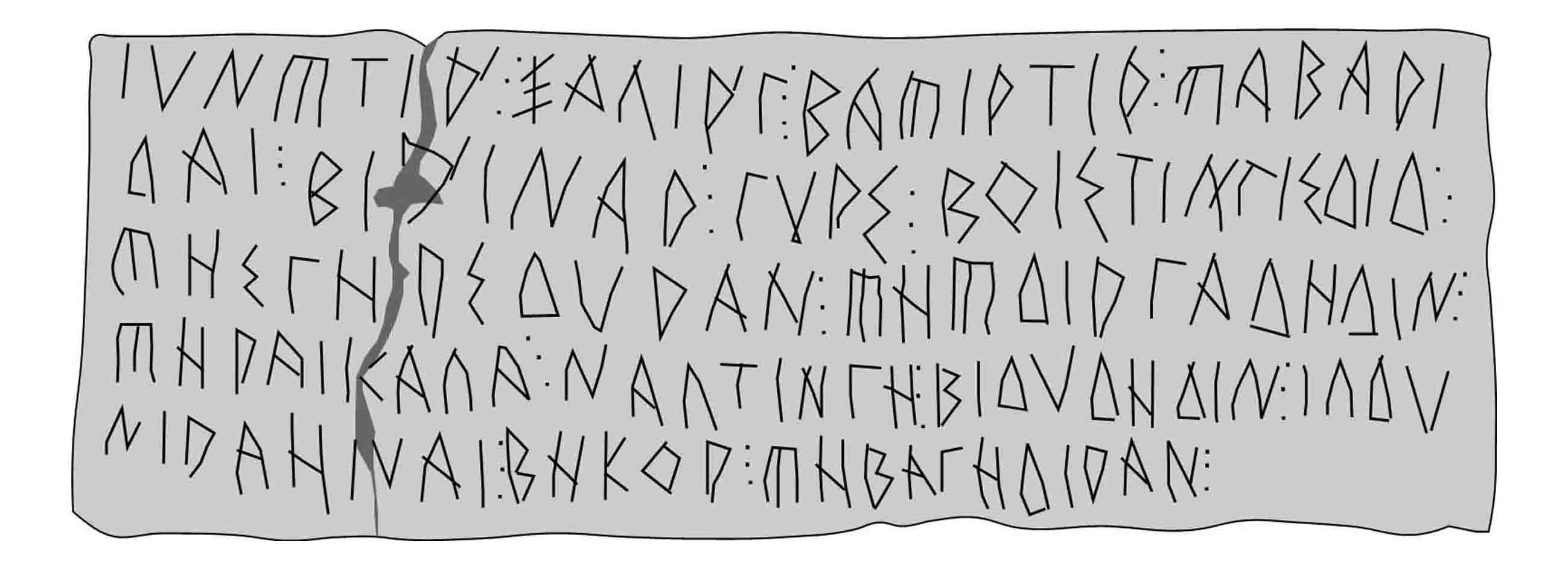
Cara B del plom de la Serreta (Alcoi): Text ibèric en alfabet grecoibèric

Època ibèrica i Romana: Al terme municipal es troben documentats 15 assentaments rurals ibèrics, així com nou d'època romana, alguns d'ells dins la mateixa ciutat. El més destacat d'aquesta època són els poblats ibèrics d'altura de La Serreta, El Puig i El Castellar i la necròpolis romana de l'Horta Major.
Època islàmica: El principal jaciment és el poblat fortificat del Castellar (al-Qüy) així com la troballa de ceràmica de l'època en les partides de Barxell, Polop, Torc, Uixola o Benissaidó. Les necròpolis del Castellar i Caramanxel així com diverses restes de terrasses i séquies.

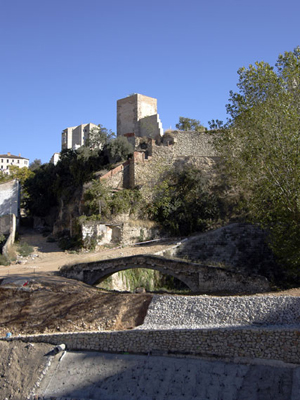
Torre de Na Valora i pont de Buidaoli

edat mitjana: El Castell de Barxell del (segle xii), declarat Bé d'Interés Cultural. Es tracta de les restes més importants de l'època. Va substituir a l'enderrocat castell àrab del Castellar. La seua situació el permetia controlar la població àrab de les partides de Barxex i Polop alhora que formava part de la xarxa de castells fronterers amb el regne de Castella.
Dins de la ciutat la situació és diversa segons cada cas, les torres de la muralla ja restaurades són la Torre de Na Valora del segle xiii o el Portal de Riquer del segle xviii, conformat per l'arc de Sant Roc del segle xviii i les torres de N'Aiça i la torre-portal de Riquer del segle xiv. Compta a més amb un baluard defensiu de la  guerra de successió. La torre de l'Andana va ser integrada a la rehabilitació de la placeta de les Xiques. Totes aquestes torres es troben al Raval Vell del nucli antic.
Tant les restes del Portal del Castell i del Portal de Penàguila del segle xiii com la Casa del Delme (segles XIV-XV) es troben per restaurar.
També són importants les restes romàniques i gòtiques recuperats de l'església de Santa Maria com l'arc gòtic pertanyent al convent de Sant Agustí de la plaça de Dins.

## Ermites

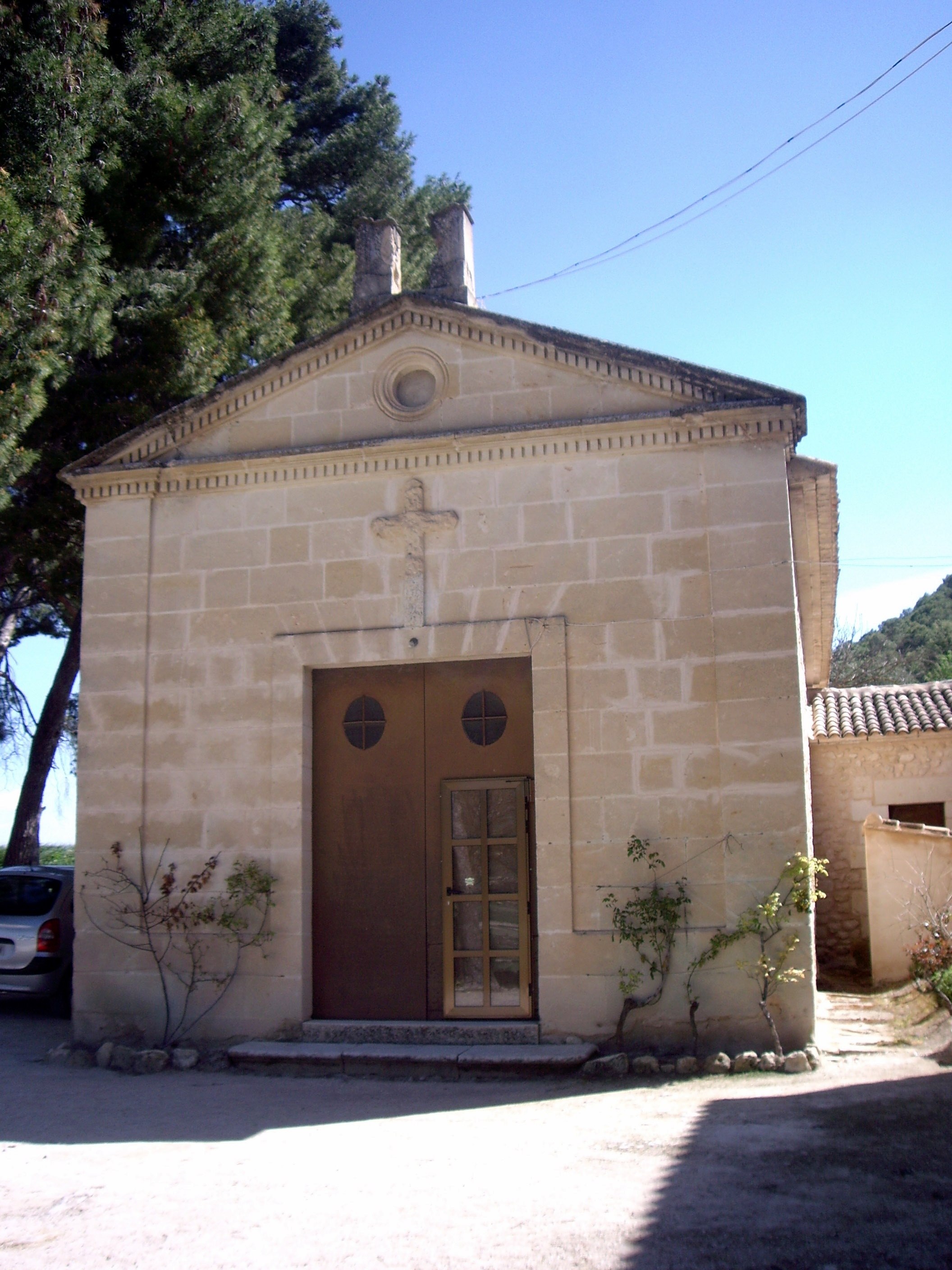
Ermita de Barxell

Al terme municipal d'Alcoi existixen dues ermites gòtiques, la de Sant Antoni Abat (segle xiv) i (segle xviii), i Sant Cristòfol. D'època posterior són l'ermita de Polop (segle xviii) amb un Sagrat Cor de Jesús obra de Ferran Cabrera Cantó a la seua esplanada, Barxell dedicada a Sant Josep i Mariola Sant Pere.
Al complex industrial del Molinar es troba una ermita dedicada a la Verge del Pilar inaugurada el dia 30 de novembre de 1840.

## Esglésies
- Antiga parròquia de Santa Maria, més coneguda com l'antic hospital. És el primer temple cristià de la població del qual es tenen notícies. Es tracta d'una església gòtica amb elements tardoromànics de la que es conserven els vestigis romànics més meridionals d'Europa. Abandonat el seu ús com a església, l'edifici ha complit diverses funcions, en l'actualitat està sent remodelat per a albergar els jutjats d'Alcoi.[19][20][21][22][23][24] Segons l'arquitecte Santiago Varela, tot apunta que l'església va ser demolida i alguns elements com a motlures o restes de dovelles es van reutilitzar en la nova construcció.

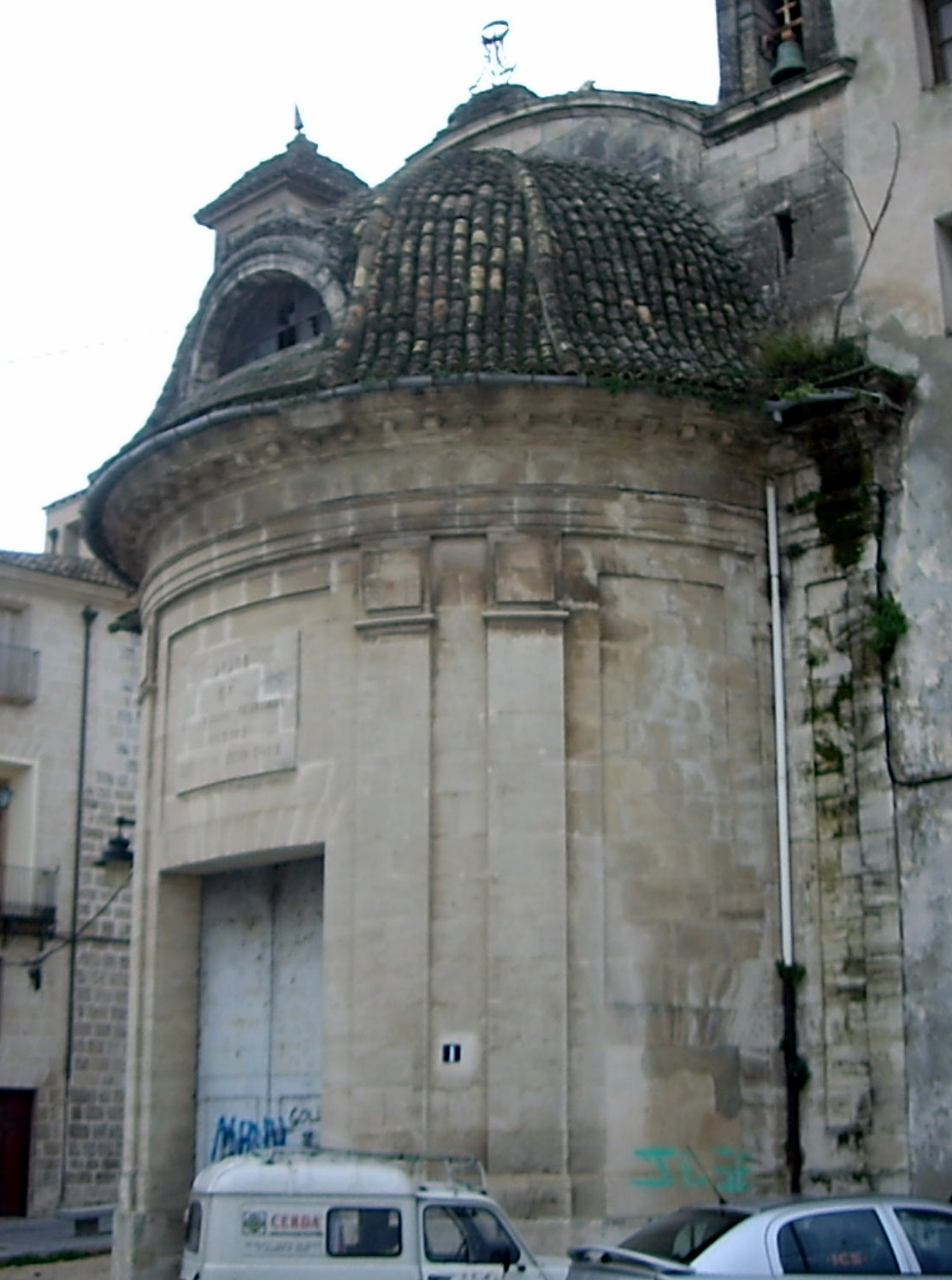
Estat actual de la façana de l'església de la Mare de Déu dels Desemparats

- Convent de Sant Agustí Construït al segle xiv on s'erigia el Castell-Palau dels Llúria actualment només es conserva el claustre (actual plaça de Dins)[25] d'estil neoclàssic del Convent de Sant Agustí així com els seus fonaments repartits entre diversos comerços. Les dependències conventuals van ser demolides després de ser desamortitzades emplaçant-se des d'aquell moment l'Ajuntament de la ciutat i el Teatre Principal. El claustre fou utilitzat com a mercat construint-se comerços dins dels seus arcs.[26] L'arquitecte V. Vidal va reurbanitzar la plaça de Dins l'any 1983,[27] es va canviar part del sòl original de pedra així com els dos fanals de foneria que es trobaven en ella. El temple de Sant Agustí a pesar de ser restaurat durant les primeres dècades del segle xx[28] va ser demolit durant la guerra civil espanyola. El Monestir de l'Escorial posseïx una important col·lecció d'incunables procedents del convent de Sant Agustí així com la Biblioteca Universitària de Múrcia que conserva 15 exemplars.[29]

- Església de Sant Jordi. Encara que l'actual església de Sant Jordi va ser construïda l'any 1921, ja es tenen notícies de l'existència d'una ermita dedicada al sant en el mateix lloc edificada entre els anys 1429 i 1442 al lloc on es va produir una batalla entre forces cristianes i mudèjars el pel control de la vila d'Alcoi.[30]

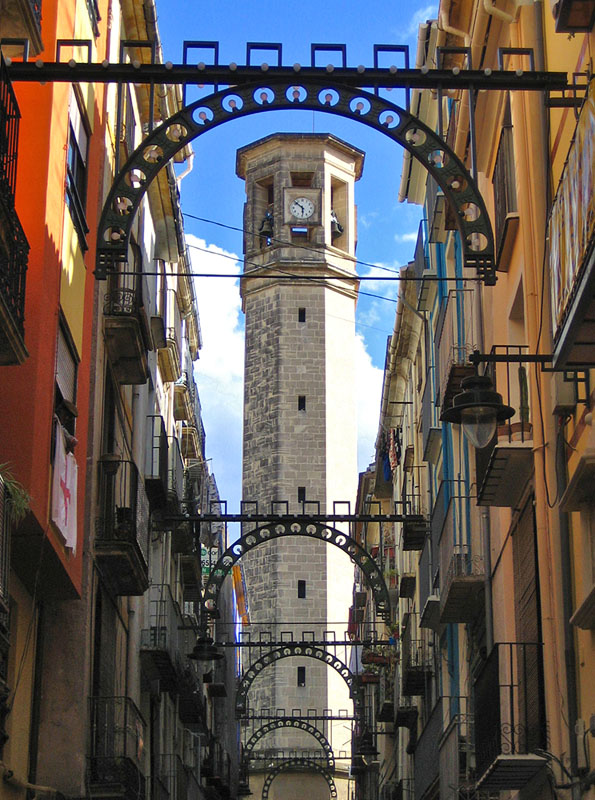
Campanar de Sant Maure. Segons el projecte original, seria rematat amb una punta d'estil neogòtic.

- Església arxiprestal de Santa Maria (segle xviii-1937/1955) Beneïda el 22 de setembre de 1768 per a substituir a l'antiga parròquia d'estil gòtic de reconquesta que havia quedat petita i situar-la en una zona més al centre de la població.[31] El temple va ser demolit l'any 1937 per a ampliar la plaça d'Espanya i es van utilitzar els seus carreus per a construir la piscina municipal.[32] Acabada la guerra civil va ser reconstruïda sobre la seua mateixa planta (de la qual es conserven restes) per l'arquitecte Roc Monllor Boronat i beneïda de nou el 19 de maig de 1955.[33] En l'actualitat es poden admirar pintures murals de Ramón Castañer en el sostre del presbiteri, un Sant Jordi de Peresejo a la façana principal així com una vidriera representant Sant Jordi dissenyada per l'artista local Rafael Guarinos. A la Capella de la Comunió es conserven una taula gòtica amb la iconografia de la Mare de Déu de Gràcia, atribuïda a Jacomart i unes tres altres taules que representen misteris del Rosari, de Cristòfol Llorens.

- Capella de Sant Miquel (segle xviii) Construïda en 1790 el seu interior va ser reformat en 1875. Declarada Bé d'Interés Cultural.[34]

- Capella de la Mare de Déu dels Desemparats. Oberta al culte en 1852, la seua existència guarda una estreta relació amb l'antic Hospital que -des de finals del segle xviii- va existir enfront d'esta capella a la placeta de la Mare de Déu. Actualment el temple està dessacralitzat i en el seu interior es conserven llenços i pintures al fresc l'autoria dels quals es deu a Vicente Castelló Amat (1787-1860), deixeble de Vicente López. En el 2010 acollirà una exposició de la Fundació la Llum de les Imatges pel que es va a transformar en pinacoteca i es remena la possibilitat que es convertisca en el Museu dels Reis Mags una vegada s'ha desestimat que siga futura seu de l'Institut Valencià d'Art Modern (IVAM) en la província d'Alacant.[35]

- Església de Sant Maure (segle xviii-1936/1956) L'actual temple beneït el 29 d'abril de 1956 no guarda cap relació arquitectònica amb el temple destruït durant la guerra civil (Convent i Església de Franciscans). Situat en unes dependències annexes a l'església, el museu custodia una col·lecció singular d'art religiós, entre la qual cal destacar una secció de pintura devocional, ornaments litúrgics, imatges i objectes relacionats amb el culte. Al temple es conserven pintures de Francesc Laporta.[36]

- Església del Sant Sepulcre Convent d'Agustines Descalces. A l'octubre de 1597 es va habilitar la part destinada a albergar les monges reformades que va proposar l'arquebisbe Ribera.[37]

- Santuari de Maria Auxiliadora (1931) Conté murals pictòrics de Ramón Castañer dedicats a Sant Pancraç de Roma (1951), Sant Joan Bosco (1988), Sant Jordi (1993) i de David Pastor Corbí al treball i Sant Francesc d'Assís.[38]

## Edificis civils destacats

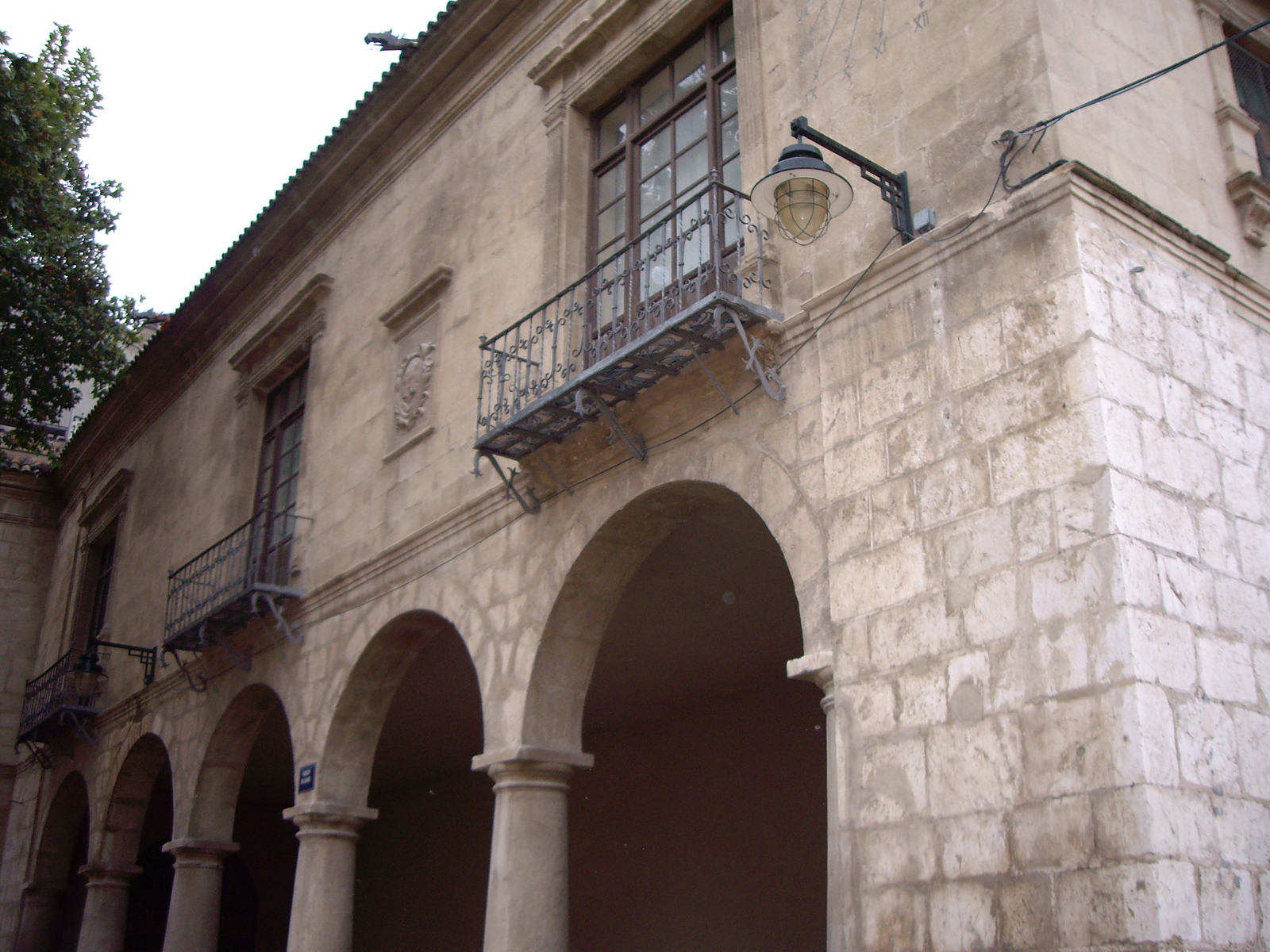
Museu arqueològic d'Alcoi. Segle XVI

L'aspecte actual de la ciutat deriva directament del de la ciutat pionera de la revolució industrial. Les indústries, els barris obrers i les cases de la burgesia van conviure en un espai reduït entre les valls i els rius. En molts casos conviuen en un mateix edifici petits tallers a la planta baixa amb habitatges de treballadors. El centre urbà d'Alcoi fou declarat Bé d'Interés Cultural com a Conjunt Històric-Artístic l'any 1982, situació legal que no ha pogut evitar l'enderroc total de molts dels seus carrers.

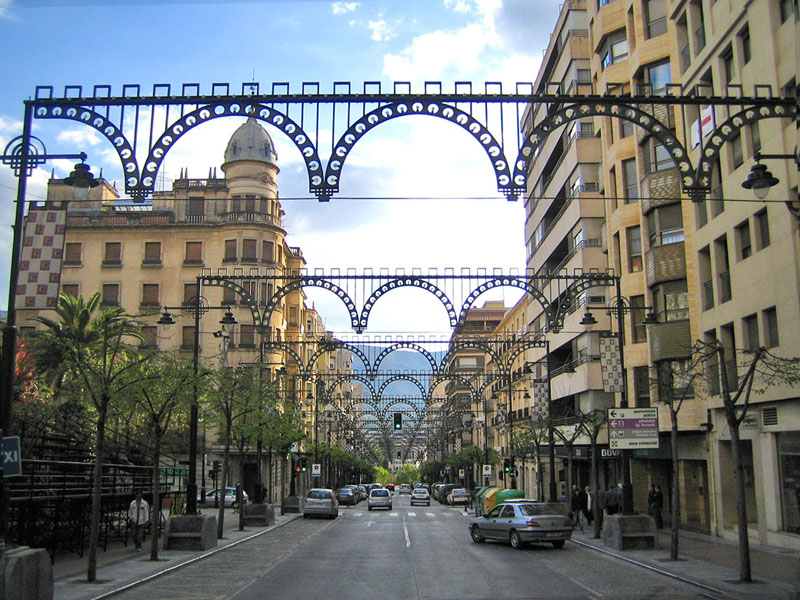
Fanalets típics d'Alcoi, al carrer del País Valencià.

- Antic edifici de l'hospital segle xiii/segle xviii. (vegeu Esglésies) Ha complit moltes funcions distintes i inclús es va projectar en ell una fàbrica de puros. Junt amb les muralles són les restes més antigues de la ciutat.

- Museu arqueològic "Camil Visedo",[3] situat a l'antiga casa de la Vila (segle xvi) d'estil renaixentista i declarat Monument d'Interés Artístic Nacional.

- Casal de Sant Jordi[43] (segle xviii) seu del museu de festes de moros i cristians i de l'associació de Sant Jordi, molt pròxim al nucli més antic de la Vila entre les placetes del carbó i la de la Mare de Déu dels Desemparats, antiga placeta del fossar.

- Casa Consistorial (1846-1863), seu de l'ajuntament d'Alcoi acull una bona col·lecció de pintura i escultura d'artistes alcoians.[44]

- Casa de la bolla, reformada el 1890 que va ser la seu de la Reial Fàbrica de Draps.[45]

- Palauet d'Albors (1873) edifici d'estil eclèctic i classicista.

- Hospital Civil d'Oliver (1868-1877), és un edifici neoclàssic i medievalista construït gràcies a l'altruisme d'Agustí Oliver i Doménech, veí de Blanes que amb part de la liquidació de la companyia Antonio Vicens y Compañia corre amb tots els costos de la seua construcció a càrrec de l'arquitecte barceloní Jeroni Granell i Mundet.[46]

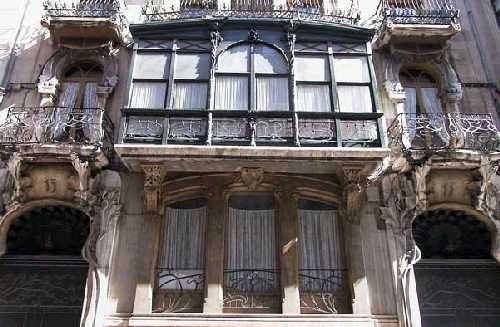
Casa del Pavo

Tota la ciutat està esguitada d'edificis industrials, molts dels quals estan sent rehabilitats com a locals d'oci, ambulatoris o zones esportives com l'escorxador o museus com la fàbrica dels tacos o el museu d'interpretació turística d'Alcoi a la partida dels tints.
El modernisme com a Novelda compta amb bells exemples disseminats pel nucli antic de la ciutat, el Círculo Industrial (1904), el club social de la burgesia alcoiana de fa un segle, la Casa del pavo construïda entre 1908-1909 per l'arquitecte Vicent Pascual Pastor es va convertir en l'estudi de pintura de Ferran Cabrera. L'Antic parc de Bombers (1914), el Conservatori de Música i Dansa "Juan Canto"(1906-1908) o Edifici de Papereres Reunides edifici que va ser la central de Papereres Reunides S.A., empresa que en 1934 va reunir a la major part dels fabricants de paper de la ciutat, famosos pel seu llibres de paper de fumar.

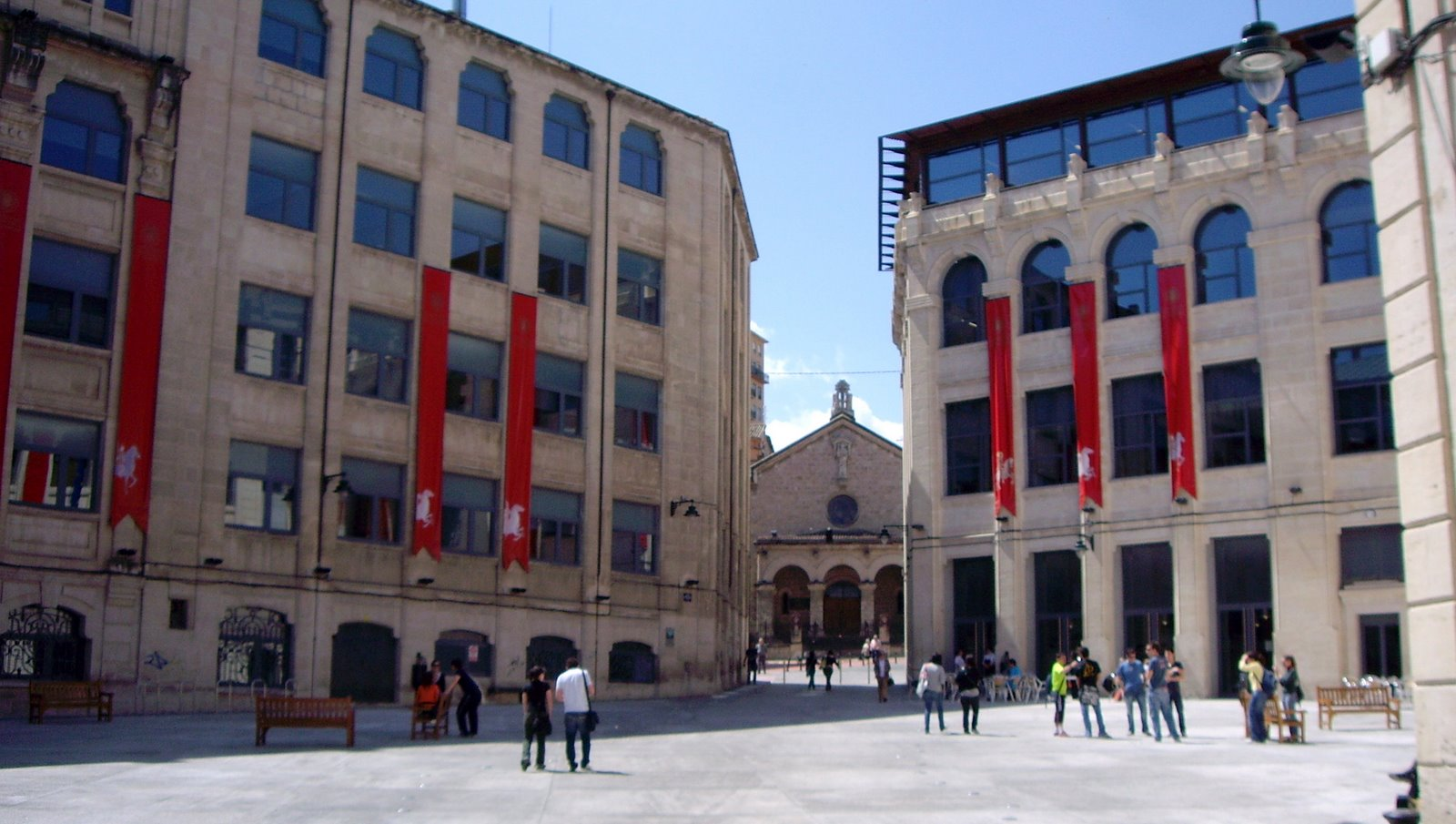
Edificis Carbonell i Ferràndiz (EPSA) i Santuari de Maria Auxiliadora

- 'Edifici del Mont de Pietat, de (1909) amb pintures de Francesc Laporta i vitralls de gran qualitat.

- Casa de la Cultura, edifici neoclàssic de 1923 que acull la biblioteca pública i l'arxiu municipal. Antigament era la seu del banc d'Espanya.

Vestigi de la guerra civil és el museu Refugi antiaeri de Cervantes (1936), vinculat al Grup Escolar Cervantes (1924-1925) d'estil eclèctic, seu de l'Escola de Disseny, si bé la ciutat està esguitada de refugis públics i privats a l'expectativa de rehabilitació..
En les últimes dècades s'han reurbanitzat la plaça d'Espanya (1981), la plaça de Dins (1983) i el grup d'habitatges de la placeta de les Xiques (1985-1991) integrats a la muralla. Altres actuacions són la Llotja de Sant Jordi, obra de Santiago Calatrava, al subsòl de la plaça d'Espanya i el barri de la Sang, barri obrer que va ser remodelat als anys 1991-2001.

### Ponts
Alcoi és coneguda com la ciutat dels ponts. La peculiar orografia marcada per barrancs, va fer necessària la construcció d'aquestos. A més dels ponts que formaven l'antiga xarxa viària (el pont de Penàguila, el de Cocentaina i el pont vell de Sant Roc, que daten del segle xviii, hi ha altres menors que van ser edificats per a permetre l'accés a les indústries situades en la vora del riu Riquer.

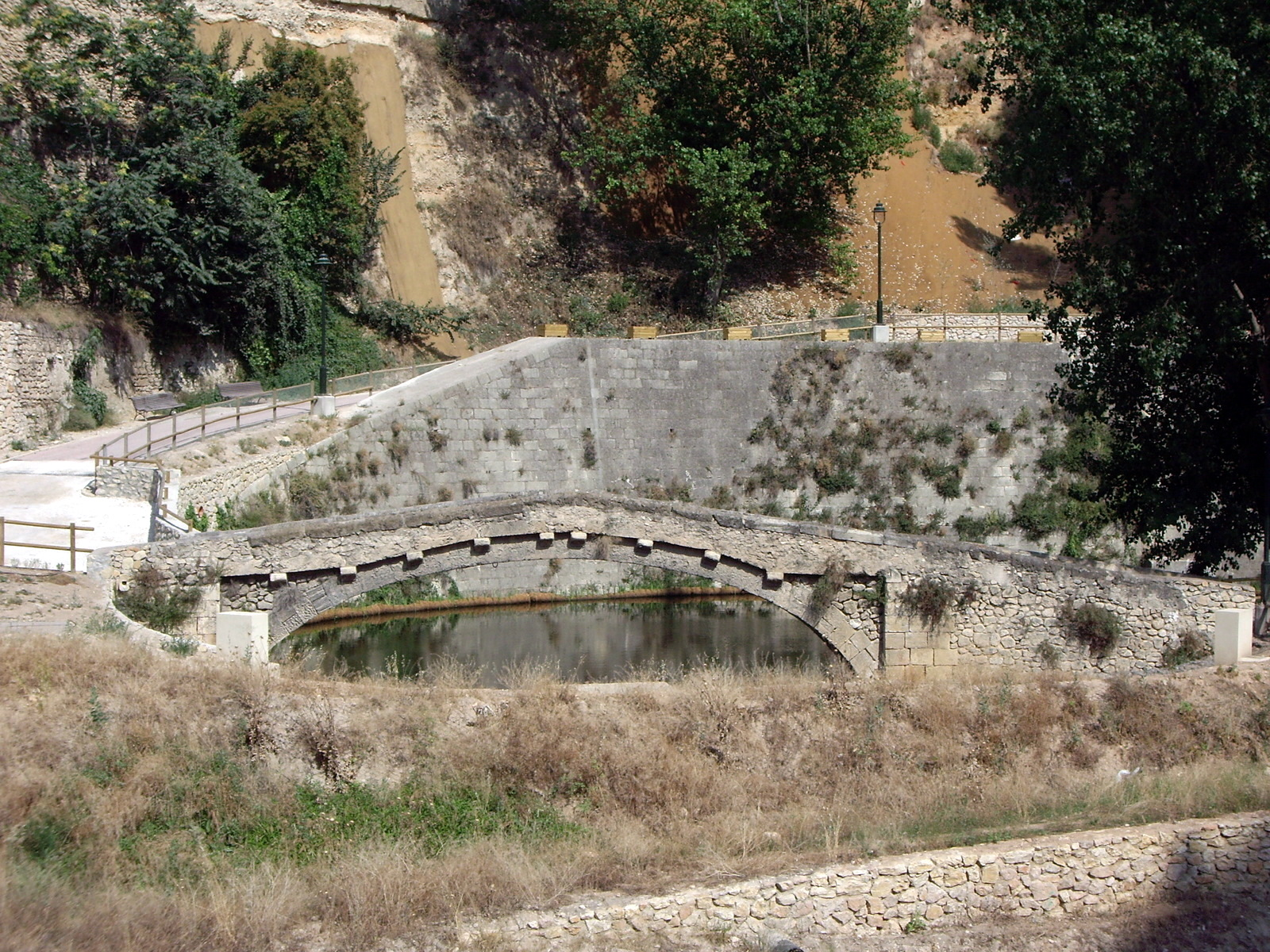
Pont de Buidaoli. Aquest pont, és relativament recent, del 1828. S'utilitzava com a camí al Barranc del Cint i a Agres

- Pont de la Petxina. Quan es va construir es trobava en la carretera Xàtiva-Alacant a quasi dos quilòmetres de la població. Salva el riu Benissaidó. Consta de cinc arcs d'11,50 m. de llum cada un separats per quatre pilars. El seu pressupost va ser de 282500 pessetes. Les obres es van iniciar al setembre de 1861, concloent-se a l'octubre del 1863. A principis del segle xx es van col·locar les passarel·les de ferro.[47] En l'actualitat uneix els barris de l'Eixample i Zona Nord, formant part de la N-340 direcció Barcelona.

- Pont de les Set Llunes. Situat més enllà del barri de Batoi. Es va construir perquè passara el tren Alcoi-Alacant, que no va arribar a circular mai en temps de la dictadura de Primo de Rivera. Visitar-lo fa necessària una petita excursió que té com a fons el Parc Natural del Carrascar de la Font Roja. La seua enorme altura i l'amplitud dels seus arcs el fan ideal per a practicar ací el salt de pont.

- Pont de Sant Roc. Denominat així per l'ermita (avui parròquia) sítia en un extrem. Iniciat al maig de 1861 la seua construcció va finalitzar al juliol de 1862, i com els ponts d'esta mateixa època, es va construir amb pedra extreta de les pedreres locals. Permet veure al fons el rierol del Barranquet de Soler, el qual, en direcció al centre de la ciutat, augmenta el cabal del riu Barxell. Segons el va projectar Eduardo Miera, té tres arcs de mig punt, de vuit metres de llum, i una alçada màxima de 20,5 metres. El seu pressupost va ser de 116.500 pessetes. Igualment, a principis del segle xx es van col·locar les passarel·les de ferro.[47] En l'actualitat uneix els barris de Santa Rosa i l'Eixample, formant part de la N-340 direcció Barcelona.

- Pont de Maria Cristina (1828-1837). El pont de Maria Cristina, regent d'Espanya, o popularment de Cristina, permet creuar sobre el riu Barxell o Riquer, a les vores del qual es conserven indústries centenàries que mantenen en peu les seues ximeneres fabrils. Està compost per set arcs, un de mig punt, el del centre, i sis arcs apuntats. L'arc central té una llum de 19 m. i 4, 80 m. els laterals. Té una altura de 27,50 metres. L'import total ascendí a 500.000 pessetes.[47] En l'actualitat uneix el centre d'Alcoi amb el passeig de Cervantes, formant part de la N-340 direcció Barcelona.

- Viaducte de Canalejas. Es va inaugurar en 1907 i es denomina així pel nom del diputat a Corts pel districte d'Alcoi, José Canalejas y Méndez. Té una longitud de 200 metres, llarg per al qual es van usar 325 tones d'acer que descansen sobre tres pilars i dos estreps que eleven el conjunt fins a una alçària màxima de 54 metres sobre el riu Molinar.

- Pont de Sant Jordi. El seu perfil identifica a la ciutat. Es va inaugurar en 1931 i s'alça sobre el riu Riquer. El Pont de Sant Jordi va ser tota una revolució urbanística per a Alcoi, ja que va comportar el desenvolupament de la zona de l'Eixample, una àrea urbana nova que va permetre en el primer terç del segle xx fer créixer la ciutat més enllà dels límits tradicionals.

- Pont de Fernando Reig. Es tracta d'un modern pont penjat construït en 1987 que dona eixida a Alcoi en direcció a Alacant.

- Altres ponts: A més dels anteriors, Alcoi compta amb quatre ponts de més de dos segles d'antiguitat. Es tracta dels ponts del Tossal (1712) o de Penàguila, Antic Sant Roc (1731) anomenat de Na Solivella a l'edat mitjana,[48] Alcassares (1780) o Cocentaina, el 30 d'agost de 1779 s'acorda sol·licitar autorització al representant d'Alcoi a Madrid, aprovant-se el 8 de maig de l'any següent el projecte d'Andreu Juan Carbonell. La primera pedra va ser col·locada el 9 de setembre del mateix any.[48] Cadisenyo (1790) Pont de Don Bautista o de Penella. Estan construïts amb pedra extreta de pedreres pròximes, però a diferència dels anteriors, estan situats en el fons dels barrancs de la ciutat.

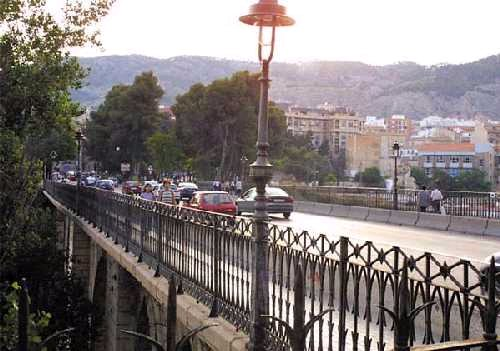
Pont de Maria Cristina
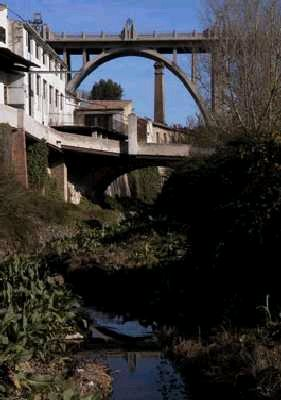
Riu Barxell i pont de Sant Jordi
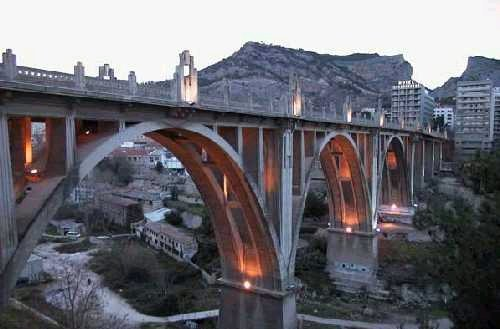
Pont de Sant Jordi
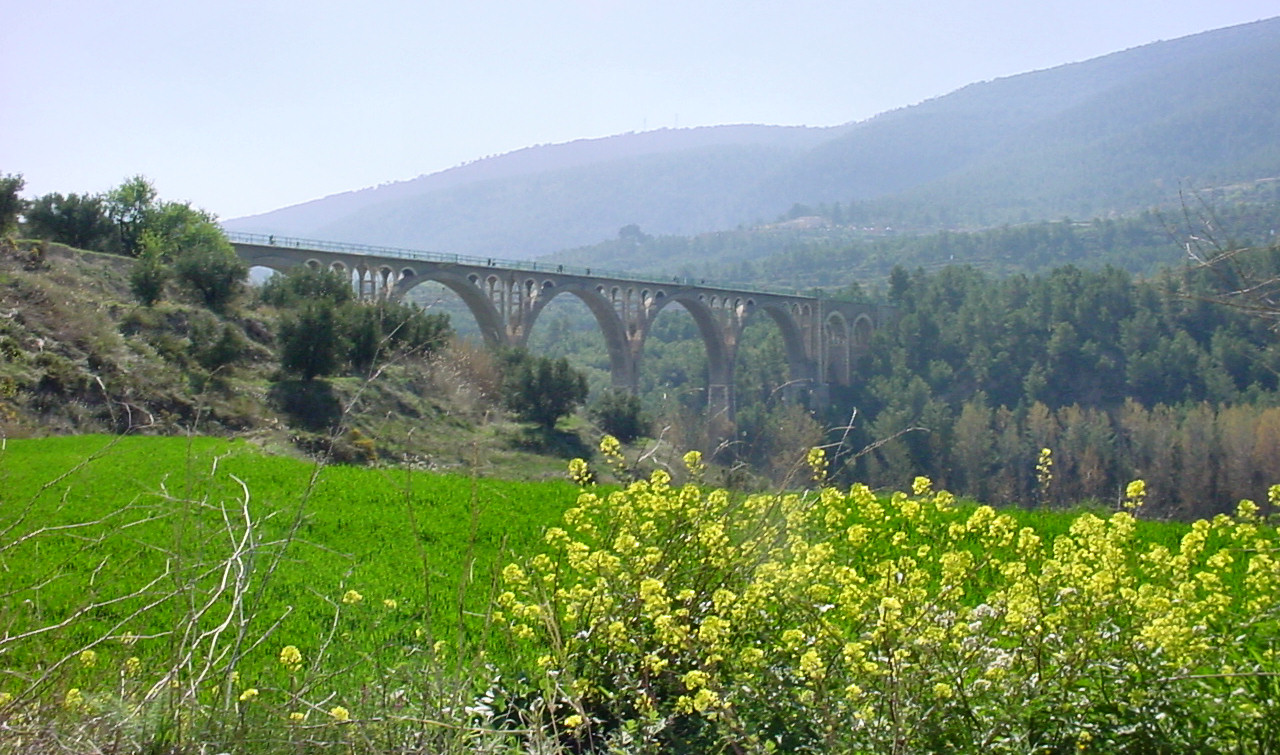
Pont de les Set Llunes